# Сон Гап До
Сон Гап До (кор. 손 갑도; нар. 12 липня 1960, Пусан, Південний Кьонсан) — південнокорейський борець вільного стилю, срібний призер чемпіонату світу, дворазовий бронзовий призер Азійських ігор, бронзовий призер Кубку світу, бронзовий призер Універсіади, бронзовий призер Олімпійських ігор.

## Спортивні результати на міжнародних змаганнях

### Виступи на Олімпіадах
| Змагання                    | Збірна         | Вагова категорія          | Місце  |
| --------------------------- | -------------- | ------------------------- | ------ |
| Літні Олімпійські ігри 1984 | Південна Корея | вільна боротьба, до 48 кг | Бронза |

### Виступи на Чемпіонатах світу
| Змагання                        | Збірна         | Вагова категорія          | Місце  |
| ------------------------------- | -------------- | ------------------------- | ------ |
| Чемпіонат світу з боротьби 1979 | Південна Корея | вільна боротьба, до 48 кг | 4      |
| Чемпіонат світу з боротьби 1981 | Південна Корея | вільна боротьба, до 48 кг | Срібло |
| Чемпіонат світу з боротьби 1982 | Південна Корея | вільна боротьба, до 48 кг | 5      |

### Виступи на Азійських іграх
| Змагання           | Збірна         | Вагова категорія          | Місце  |
| ------------------ | -------------- | ------------------------- | ------ |
| Азійські ігри 1982 | Південна Корея | вільна боротьба, до 48 кг | Бронза |
| Азійські ігри 1986 | Південна Корея | вільна боротьба, до 52 кг | Бронза |

### Виступи на Кубках світу
| Змагання                    | Збірна         | Вагова категорія          | Місце  |
| --------------------------- | -------------- | ------------------------- | ------ |
| Кубок світу з боротьби 1982 | Південна Корея | вільна боротьба, до 48 кг | Бронза |

### Виступи на Універсіадах
| Змагання               | Збірна         | Вагова категорія          | Місце  |
| ---------------------- | -------------- | ------------------------- | ------ |
| Літня Універсіада 1981 | Південна Корея | вільна боротьба, до 48 кг | Бронза |

### Виступи на змаганнях молодших вікових груп
| Змагання                                      | Збірна         | Вагова категорія          | Місце  |
| --------------------------------------------- | -------------- | ------------------------- | ------ |
| Чемпіонат світу з боротьби серед юніорів 1979 | Південна Корея | вільна боротьба, до 48 кг | Срібло |